# Coppa LEN 2007-2008 (pallanuoto maschile)
La Coppa LEN 2007-2008 è stata la 16ª edizione del trofeo assegnato annualmente dalla LEN. Le gare si sono svolte dal 12 ottobre 2007 al 26 marzo 2008.
Diversamente dalle dizioni precedenti, le squadre partecipanti sono state divise in otto gironi sin dal primo turno. Nel secondo turno sono entrate in gare le squadre eliminate dell'Euroleague. In totale hanno partecipato nel trofeo 38 club, provenienti da 23 nazioni.
I russi dello Shturm 2002 Chehov, provenienti dall'Eurolega, hanno vinto la coppa per la prima volta, battendo gli ungheresi dell'Eger.

## Primo turno

### Gironi
| Gruppo A         |
| sede: Belgrado   |
| RN Savona        |
| Salgueiros Porto |
| WPC Belgrado     |
|                  |

| Gruppo E         |
| sede: Barcellona |
| Bristol Central  |
| CN Barcellona    |
| CN Noiséens      |
| NC Vouliagmeni   |

| Gruppo B           |
| sede: Cattaro      |
| Club do Porto      |
| Odtu Ankara        |
| PVK Val Prčanj     |
| SG Neukölln Berlin |

| Gruppo F        |
| sede: Esslingen |
| Frem Odense     |
| SVV Esslingen   |
| VK Budva        |
| ZPC Barendrecht |

| Gruppo C            |
| sede: Catania       |
| Catania             |
| Hapoel Qiryat Tivon |
| Steaua Bucarest     |
| Szeged VE           |

| Gruppo G     |
| sede: Pécs   |
| Dinamo Mosca |
| PVSK Pécs    |
| Stepp Praga  |
| VK Niš       |

| Gruppo D         |
| sede: Spalato    |
| Dauphins de Sète |
| Panionios SGG    |
| Turun Uimarit    |
| VK Mornar        |

| Gruppo H           |
| sede: Tenerife     |
| City of Manchester |
| CN Martianez       |
| CSK VFM Mosca      |
| De Zijl            |

### Gruppo A
|    | Primo turno 2007-2008 | Pti | G | V | N | P | GF | GS | DR  |
| -- | --------------------- | --- | - | - | - | - | -- | -- | --- |
| 1. | RN Savona             | 6   | 2 | 2 | 0 | 0 | 45 | 10 | +35 |
| 2. | WPC Beograd           | 3   | 2 | 1 | 0 | 1 | 26 | 23 | +3  |
| 3. | Salgueiros Porto      | 0   | 2 | 0 | 0 | 2 | 9  | 47 | -38 |

| 12-10-07 | Belgrado | 20-5 | Salgueiros |

| 13-10-07 | Salgueiros | 4-27 | Savona |

| 14-10-07 | Belgrado | 6-18 | Savona |

### Gruppo B
|    | Primo turno 2007-2008 | Pti | G | V | N | P | GF | GS | DR  |
| -- | --------------------- | --- | - | - | - | - | -- | -- | --- |
| 1. | SG Neukölln Berlin    | 9   | 3 | 3 | 0 | 0 | 38 | 20 | +18 |
| 2. | PVK Val Prčanj        | 6   | 3 | 2 | 0 | 1 | 52 | 22 | +30 |
| 3. | Odtu Ankara           | 3   | 3 | 1 | 0 | 2 | 23 | 40 | -15 |
| 4. | Club do Porto         | 0   | 3 | 0 | 0 | 3 | 19 | 50 | -31 |

| 12-10-07 | Val Prčanj | 25-6 | Porto |
| 12-10-07 | Neukölln   | 13-7 | Odtu  |

| 13-10-07 | Val Prčanj | 19-7 | Odtu     |
| 13-10-07 | Porto      | 5-16 | Neukölln |

| 14-10-07 | Val Prčanj | 8-9 | Neukölln |
| 14-10-07 | Odtu       | 9-8 | Porto    |

### Gruppo C
|    | Primo turno 2007-2008 | Pti | G | V | N | P | GF | GS | DR  |
| -- | --------------------- | --- | - | - | - | - | -- | -- | --- |
| 1. | Szeged VE             | 7   | 3 | 2 | 1 | 0 | 38 | 15 | +23 |
| 2. | Catania               | 7   | 3 | 2 | 1 | 0 | 39 | 23 | +16 |
| 3. | Steaua Bucarest       | 3   | 3 | 1 | 0 | 2 | 31 | 19 | +12 |
| 4. | Hapoel Qiryat Tivon   | 0   | 3 | 0 | 0 | 3 | 13 | 64 | -51 |

| 12-10-07 | Szeged  | 6-5  | Steaua |
| 12-10-07 | Catania | 22-7 | Hapoel |

| 13-10-07 | Hapoel  | 1-23 | Szeged |
| 13-10-07 | Catania | 8-7  | Steaua |

| 14-10-07 | Hapoel | 5-19 | Steaua  |
| 14-10-07 | Szeged | 9-9  | Catania |

### Gruppo D
|    | Primo turno 2007-2008 | Pti | G | V | N | P | GF | GS | DR  |
| -- | --------------------- | --- | - | - | - | - | -- | -- | --- |
| 1. | Panionios GSS         | 9   | 3 | 3 | 0 | 0 | 62 | 20 | +42 |
| 2. | VK Mornar             | 6   | 3 | 2 | 0 | 1 | 53 | 18 | +35 |
| 3. | Dauphins de Sète      | 3   | 3 | 1 | 0 | 2 | 44 | 34 | +10 |
| 4. | Turun Uimarit         | 0   | 3 | 0 | 0 | 3 | 6  | 93 | -87 |

| 12-10-07 | Turun  | 1-36 | Panionios |
| 12-10-07 | Mornar | 14-7 | Dauphins  |

| 13-10-07 | Mornar   | 10-11 | Panionios |
| 13-10-07 | Dauphins | 28-5  | Turun     |

| 14-10-07 | Panionios | 15-9 | Dauphins |
| 14-10-07 | Mornar    | 29-0 | Turun    |

### Gruppo E
|    | Primo turno 2007-2008 | Pti | G | V | N | P | GF | GS | DR  |
| -- | --------------------- | --- | - | - | - | - | -- | -- | --- |
| 1. | CN Barcellona         | 9   | 3 | 3 | 0 | 0 | 50 | 12 | +38 |
| 2. | NC Vouliagmeni        | 6   | 3 | 2 | 0 | 1 | 31 | 25 | +6  |
| 3. | CN Noiséens           | 3   | 3 | 1 | 0 | 2 | 27 | 36 | -9  |
| 4. | Bristol Central       | 0   | 3 | 0 | 0 | 3 | 13 | 48 | -35 |

| 12-10-07 | Barcellona  | 15-6 | Noiséens |
| 12-10-07 | Vouliagmeni | 14-3 | Bristol  |

| 13-10-07 | Barcellona  | 22-1 | Bristol  |
| 13-10-07 | Vouliagmeni | 12-9 | Noiséens |

| 14-10-07 | Noiséens   | 12-9 | Bristol     |
| 14-10-07 | Barcellona | 13-5 | Vouliagmeni |

### Gruppo F
|    | Primo turno 2007-2008 | Pti | G | V | N | P | GF | GS | DR  |
| -- | --------------------- | --- | - | - | - | - | -- | -- | --- |
| 1. | VK Budva              | 9   | 3 | 3 | 0 | 0 | 54 | 18 | +36 |
| 2. | SVV Esslingen         | 6   | 3 | 2 | 0 | 1 | 40 | 34 | +6  |
| 3. | ZPC Barendrecht       | 3   | 3 | 1 | 0 | 2 | 33 | 37 | -4  |
| 4. | Frem Odense           | 0   | 3 | 0 | 0 | 3 | 18 | 56 | -38 |

| 12-10-07 | Budva     | 19-4 | Frem        |
| 12-10-07 | Esslingen | 13-9 | Barendrecht |

| 13-10-07 | Barendrecht | 5-15 | Budva |
| 13-10-07 | Esslingen   | 18-5 | Frem  |

| 14-10-07 | Frem      | 9-19 | Barendrecht |
| 14-10-07 | Esslingen | 9-20 | Budva       |

### Gruppo G
|    | Primo turno 2007-2008 | Pti | G | V | N | P | GF | GS | DR  |
| -- | --------------------- | --- | - | - | - | - | -- | -- | --- |
| 1. | Dinamo Mosca          | 9   | 3 | 3 | 0 | 0 | 62 | 18 | +44 |
| 2. | PVSK Pécs             | 6   | 3 | 2 | 0 | 1 | 51 | 27 | +24 |
| 3. | VK Niš                | 3   | 3 | 1 | 0 | 2 | 29 | 40 | -11 |
| 4. | Stepp Praga           | 0   | 3 | 0 | 0 | 3 | 16 | 65 | -49 |

| 12-10-07 | Dinamo | 21-5 | Niš   |
| 12-10-07 | PVSK   | 21-6 | Stepp |

| 13-10-07 | Dinamo | 27-1 | Stepp |
| 13-10-07 | PVSK   | 18-7 | Niš   |

| 14-10-07 | Niš  | 17-9  | Stepp  |
| 14-10-07 | PVSK | 12-14 | Dinamo |

### Gruppo H
|    | Primo turno 2007-2008 | Pti | G | V | N | P | GF | GS | DR  |
| -- | --------------------- | --- | - | - | - | - | -- | -- | --- |
| 1. | CN Martianez          | 9   | 3 | 3 | 0 | 0 | 47 | 16 | +31 |
| 2. | CSK VFM Mosca         | 6   | 3 | 2 | 0 | 1 | 30 | 24 | +6  |
| 3. | De Zijl               | 3   | 3 | 1 | 0 | 2 | 26 | 32 | -6  |
| 4. | City of Manchester    | 0   | 3 | 0 | 0 | 3 | 16 | 47 | -31 |

| 12-10-07 | CSK        | 10-7 | De Zijl   |
| 12-10-07 | Manchester | 3-21 | Martianez |

| 13-10-07 | Manchester | 6-14 | CSK       |
| 13-10-07 | De Zijl    | 7-15 | Martianez |

| 14-10-07 | De Zijl   | 12-7 | Manchester |
| 14-10-07 | Martianez | 11-6 | CSK        |

## Secondo turno

### Gironi
| Gruppo I            |
| sede: Sabadell      |
| CN Sabadell         |
| CSK VFM Mosca       |
| Ilychevets Mariupol |
| SG Neukölln Berlin  |

| Gruppo M         |
| sede: Oradea     |
| CSM Oradea       |
| Fezko Strakonice |
| Panionios GSS    |
| PVSK Pécs        |

| Gruppo J       |
| sede: Sebenico |
| Szeged VE      |
| VK Šibenik     |
| WPC Beograd    |
|                |

| Gruppo N        |
| sede: Budua     |
| CN Terrassa     |
| NC Vouliagmeni  |
| Tirol Innsbruck |
| VK Budva        |

| Gruppo K           |
| sede: Berlino      |
| Catania            |
| CN Martianez       |
| PSV Eindhoven      |
| Spandau 04 Berlino |

| Gruppo O        |
| sede: Spalato   |
| Dinamo Mosca    |
| Galatasaray SK  |
| Polar Bears Ede |
| VK Mornar       |

| Gruppo L      |
| sede: Eger    |
| Eger          |
| LSTW Łódź     |
| RN Savona     |
| SVV Esslingen |

| Gruppo P           |
| sede: Istanbul     |
| CN Barcellona      |
| PVK Val Prčanj     |
| Shturm 2002 Chehov |
| Yüzme Istanbul     |

### Gruppo I
|    | Secondo turno 2007-2008 | Pti | G | V | N | P | GF | GS | DR  |
| -- | ----------------------- | --- | - | - | - | - | -- | -- | --- |
| 1. | Dinamo Mosca            | 9   | 3 | 3 | 0 | 0 | 62 | 18 | +44 |
| 2. | PVSK Pécs               | 6   | 3 | 2 | 0 | 1 | 51 | 27 | +24 |
| 3. | VK Niš                  | 3   | 3 | 1 | 0 | 2 | 29 | 40 | -11 |
| 4. | Stepp Praga             | 0   | 3 | 0 | 0 | 3 | 16 | 65 | -49 |

| 26-10-07 | Dinamo | 21-5 | Niš   |
| 26-10-07 | PVSK   | 21-6 | Stepp |

| 27-10-07 | Dinamo | 27-1 | Stepp |
| 27-10-07 | PVSK   | 18-7 | Niš   |

| 28-10-07 | Niš  | 17-9  | Stepp  |
| 28-10-07 | PVSK | 12-14 | Dinamo |

### Gruppo J
|    | Secondo turno 2007-2008 | Pti | G | V | N | P | GF | GS | DR  |
| -- | ----------------------- | --- | - | - | - | - | -- | -- | --- |
| 1. | Szeged VE               | 6   | 2 | 2 | 0 | 0 | 62 | 18 | +44 |
| 2. | VK Šibenik              | 3   | 2 | 1 | 0 | 1 | 51 | 27 | +24 |
| 3. | WPC Beograd             | 0   | 2 | 0 | 0 | 2 | 29 | 40 | -11 |

| 26-10-07 | Šibenik | 5-6 | Belgrado |

| 27-10-07 | Šibenik | 7-8 | Szeged |

| 28-10-07 | Belgrado | 8-20 | Szeged |

### Gruppo K
|    | Secondo turno 2007-2008 | Pti | G | V | N | P | GF | GS | DR  |
| -- | ----------------------- | --- | - | - | - | - | -- | -- | --- |
| 1. | Spandau 04 Berlino      | 9   | 3 | 3 | 0 | 0 | 33 | 21 | +12 |
| 2. | Catania                 | 6   | 3 | 2 | 0 | 1 | 35 | 26 | +9  |
| 3. | CN Martianez            | 3   | 3 | 1 | 0 | 2 | 29 | 30 | -1  |
| 4. | PSV Eindhoven           | 0   | 3 | 0 | 0 | 3 | 20 | 40 | -20 |

| 26-10-07 | Martianez | 9-13 | Catania   |
| 26-10-07 | Spandau   | 13-6 | Eindhoven |

| 27-10-07 | Eindhoven | 6-12 | Catania   |
| 27-10-07 | Spandau   | 9-5  | Martianez |

| 28-10-07 | Martianez | 15-8  | Eindhoven |
| 28-10-07 | Spandau   | 11-10 | Catania   |

### Gruppo L
|    | Secondo turno 2007-2008 | Pti | G | V | N | P | GF | GS | DR  |
| -- | ----------------------- | --- | - | - | - | - | -- | -- | --- |
| 1. | Eger                    | 9   | 3 | 3 | 0 | 0 | 42 | 24 | +18 |
| 2. | RN Savona               | 6   | 3 | 2 | 0 | 1 | 42 | 27 | +15 |
| 3. | SVV Esslingen           | 3   | 3 | 1 | 0 | 2 | 29 | 40 | -11 |
| 4. | LTSW Łódź               | 0   | 3 | 0 | 0 | 3 | 20 | 50 | -30 |

| 26-10-07 | Eger   | 15-8  | Łódź      |
| 26-10-07 | Savona | 18-10 | Esslingen |

| 27-10-07 | Eger | 14-6 | Esslingen |
| 27-10-07 | Łódź | 4-22 | Savona    |

| 28-10-07 | Eger      | 13-10 | Savona |
| 28-10-07 | Esslingen | 13-8  | Łódź   |

### Gruppo M
|    | Secondo turno 2007-2008 | Pti | G | V | N | P | GF | GS | DR  |
| -- | ----------------------- | --- | - | - | - | - | -- | -- | --- |
| 1. | Panionios GSS           | 9   | 3 | 3 | 0 | 0 | 40 | 27 | +13 |
| 2. | CSM Oradea              | 6   | 3 | 2 | 0 | 1 | 34 | 22 | +12 |
| 3. | PVSK Pécs               | 3   | 3 | 1 | 0 | 2 | 33 | 22 | +11 |
| 4. | Fezko Strakonice        | 0   | 3 | 0 | 0 | 3 | 19 | 55 | -36 |

| 26-10-07 | Oradea | 17-4 | Strakonice |
| 26-10-07 | PVSK   | 7-10 | Panionios  |

| 27-10-07 | Strakonice | 5-21  | PVSK      |
| 27-10-07 | Oradea     | 10-13 | Panionios |

| 28-10-07 | Panionios | 17-10 | Strakonice |
| 28-10-07 | Oradea    | 7-5   | PVSK       |

### Gruppo N
|    | Secondo turno 2007-2008 | Pti | G | V | N | P | GF | GS | DR  |
| -- | ----------------------- | --- | - | - | - | - | -- | -- | --- |
| 1. | VK Budva                | 9   | 3 | 3 | 0 | 0 | 51 | 14 | +37 |
| 2. | CN Terrassa             | 6   | 3 | 2 | 0 | 1 | 39 | 25 | +14 |
| 3. | NC Vouliagmeni          | 3   | 3 | 1 | 0 | 2 | 28 | 32 | -4  |
| 4. | Tirol Innsbruck         | 0   | 3 | 0 | 0 | 3 | 13 | 60 | -47 |

| 26-10-07 | Budva | 14-8 | Terrassa    |
| 26-10-07 | Tirol | 6-18 | Vouliagmeni |

| 27-10-07 | Budva | 14-4 | Vouliagmeni |
| 27-10-07 | Tirol | 5-19 | Terrassa    |

| 28-10-07 | Budva       | 23-2 | Tirol    |
| 28-10-07 | Vouliagmeni | 6-12 | Terrassa |

### Gruppo O
|    | Secondo turno 2007-2008 | Pti | G | V | N | P | GF | GS | DR  |
| -- | ----------------------- | --- | - | - | - | - | -- | -- | --- |
| 1. | Dinamo Mosca            | 9   | 3 | 3 | 0 | 0 | 52 | 21 | +31 |
| 2. | VK Mornar               | 6   | 3 | 2 | 0 | 1 | 38 | 35 | +3  |
| 3. | Galatasaray SK          | 3   | 3 | 1 | 0 | 2 | 35 | 35 | 0   |
| 4. | Polar Bears Ede         | 0   | 3 | 0 | 0 | 3 | 22 | 58 | -36 |

| 26-10-07 | Galatasaray | 7-13 | Dinamo |
| 26-10-07 | Mornar      | 19-7 | Ede    |

| 27-10-07 | Dinamo | 21-6  | Ede         |
| 27-10-07 | Mornar | 11-10 | Galatasaray |

| 28-10-07 | Ede    | 9-18 | Galatasaray |
| 28-10-07 | Mornar | 8-18 | Dinamo      |

### Gruppo P
|    | Secondo turno 2007-2008 | Pti | G | V | N | P | GF | GS | DR  |
| -- | ----------------------- | --- | - | - | - | - | -- | -- | --- |
| 1. | Shturm 2002 Chehov      | 9   | 3 | 3 | 0 | 0 | 48 | 15 | +33 |
| 2. | CN Barcellona           | 6   | 3 | 2 | 0 | 1 | 32 | 26 | +6  |
| 3. | Yüzme Istanbul          | 3   | 3 | 1 | 0 | 2 | 22 | 37 | -15 |
| 4. | PVK Val Prčanj          | 0   | 3 | 0 | 0 | 3 | 23 | 47 | -24 |

| 26-10-07 | Yüzme  | 9-9  | Val Prčanj |
| 26-10-07 | Shturm | 10-4 | Barcellona |

| 27-10-07 | Val Prčanj | 5-26 | Shturm     |
| 27-10-07 | Yüzme      | 7-16 | Barcellona |

| 28-10-07 | Barcellona | 12-9 | Val Prčanj |
| 28-10-07 | Yüzme      | 6-12 | Shturm     |

## Ottavi di finale
| Andata   | Andata                    | Andata |
| Data     | Gara                      | Ris.   |
| -------- | ------------------------- | ------ |
| 24-11-07 | Budva - CSK VMF Mosca     | 14-5   |
| 24-11-07 | Dinamo Mosca - Barcellona | 8-11   |
| 24-11-07 | Eger - Oradea             | 14-9   |
| 24-11-07 | Mornar - Šturm            | 7-13   |
| 21-11-07 | Savona - Paniōnios        | 12-7   |
| 24-11-07 | Solaris - Spandau         | 10-6   |
| 24-11-07 | Szeged - Catania          | 12-9   |
| 24-11-07 | Terrassa - Sabadell       | 8-9    |

| Ritorno  | Ritorno                   | Ritorno | Ritorno |
| Data     | Gara                      | Ris.    | Tot.    |
| -------- | ------------------------- | ------- | ------- |
| 08-12-07 | CSK VMF Mosca - Budva     | 4-11    | 9-25    |
| 08-12-07 | Barcellona - Dinamo Mosca | 12-16   | 23-24   |
| 08-12-07 | Oradea - Eger             | 14-12   | 23-26   |
| 09-12-07 | Šturm - Mornar            | 16-14   | 29-21   |
| 08-12-07 | Paniōnios - Savona        | 8-8     | 15-20   |
| 08-12-07 | Spandau - Solaris         | 15-7    | 21-17   |
| 08-12-07 | Catania - Szeged          | 8-7     | 17-19   |
| 08-12-07 | Sabadell - Terrassa       | 7-9     | 16-20   |

## Quarti di finale
| Andata   | Andata                  | Andata |
| Data     | Gara                    | Ris.   |
| -------- | ----------------------- | ------ |
| 19-12-07 | Savona - Budva          | 11-11  |
| 22-12-07 | Spandau - Šturm         | 7-10   |
| 22-12-07 | Szeged - Eger           | 11-8   |
| 22-12-07 | Terrassa - Dinamo Mosca | 9-9    |

| Ritorno  | Ritorno                 | Ritorno | Ritorno |
| Data     | Gara                    | Ris.    | Tot.    |
| -------- | ----------------------- | ------- | ------- |
| 19-01-08 | Budva - Savona          | 8-7     | 19-18   |
| 20-01-08 | Šturm - Spandau         | 7-9     | 17-16   |
| 19-01-08 | Eger - Szeged           | 5-1     | 13-12   |
| 19-01-08 | Dinamo Mosca - Terrassa | 10-12   | 19-21   |

## Semifinali
| Andata  | Andata           | Andata |
| Data    | Gara             | Ris.   |
| ------- | ---------------- | ------ |
| 09-0208 | Budva - Eger     | 9-9    |
| 09-0208 | Terrassa - Šturm | 14-13  |

| Ritorno | Ritorno          | Ritorno | Ritorno |
| Data    | Gara             | Ris.    | Tot.    |
| ------- | ---------------- | ------- | ------- |
| 15-0308 | Eger - Budva     | 11-9    | 20-18   |
| 15-0308 | Šturm - Terrassa | 11-7    | 24-21   |

## Finale
- Andata

| Arbitri: | Gomez (ITA) Rajević (MNE) |

|          |           |          |
| 3: Biros | Marcatori | 2: Šapić |

- Ritorno

| Arbitri: | Njegovan (SRB) Stavropoulos (ITA) |

|          |           |                |
| 4: Šapić | Marcatori | 1: 7 giocatori |

### Campioni
- Šturm vincitore della Coppa LEN:

Smirnov, Garbuzov, Aleksandar Šapić, Zeltovskij, Revaz Chomakhidze, Evstingejev, Maljkovic, Krstonosic, Rastorgujev, Stratan,  Zhilyayev, Jatsev, Vishnjakov, Ogorodnjkov.

## Fonti
- Risultati su Waterpoloweb.com
- (HU)  Tabellini sul sito ufficiale dell'Eger VK